# Séfarades
Ne doit pas être confondu avec Rite sfard.
Les Juifs séfarades ou simplement Séfarades (parfois orthographié Sépharades) ou Sefardim (de l'hébreu : סְפָרַדִּים), sont les membres des communautés juives historiques habitant ou issus de la péninsule Ibérique (principalement d'Espagne et du Portugal).
Au Moyen Âge, avant leur  expulsion en 1492 par les autorités chrétiennes à la suite de la Reconquista, ils ont participé au foisonnement créatif et culturel d’Al-Andalus, caractérisé par un contexte multiculturel fécond à la fois musulman, chrétien et juif dans les domaines de la philosophie, de la poésie et des sciences. Ils y ont également développé une culture, un mode de vie et des langues propres.
Leur expulsion a aussi participé à la découverte ou redécouverte des œuvres (plus exactes ou complètes) des auteurs classiques antiques, grecs et romains, ainsi qu'à la diffusion de la pensée des auteurs de langue arabe en philosophie, théologie, poésie, médecine, astronomie, arithmétique, logique, etc.[réf. souhaitée]

## Étymologie et sens
« Sefarad (en hébreu ספרד) n'apparaît qu'une fois dans la Bible, dans la phrase "Les déportés de Jérusalem qui sont en Sefarad" (Abdias, 20) et désigne originellement Sardes, capitale de Lydie en Asie Mineure », sur le fleuve Pactole, dont le fameux Crésus fut roi au VIe siècle av. J.-C. Ce mot est un hapax, c’est-à-dire un terme dont on ne connaît qu'une occurrence (pour celui-ci dans la Bible).

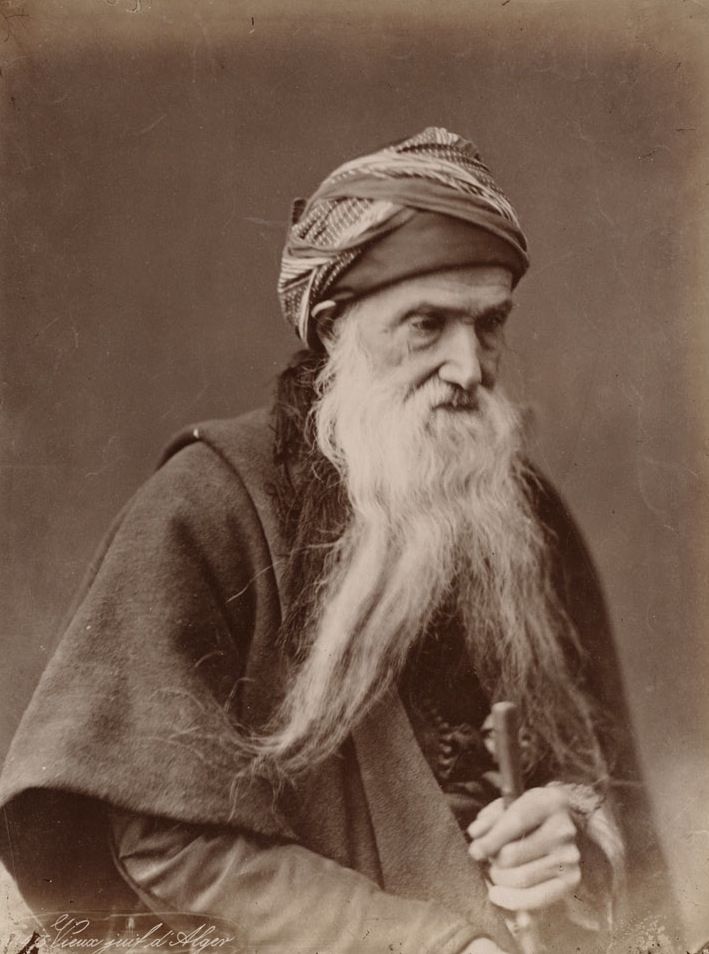
Un juif d'Alger photographié en 1890.

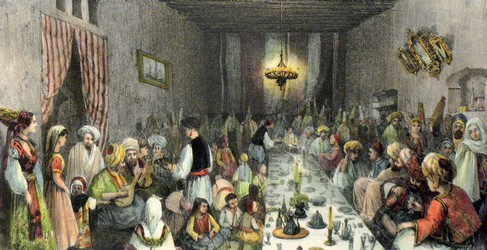
Un repas de fête juif à Alger en 1835.

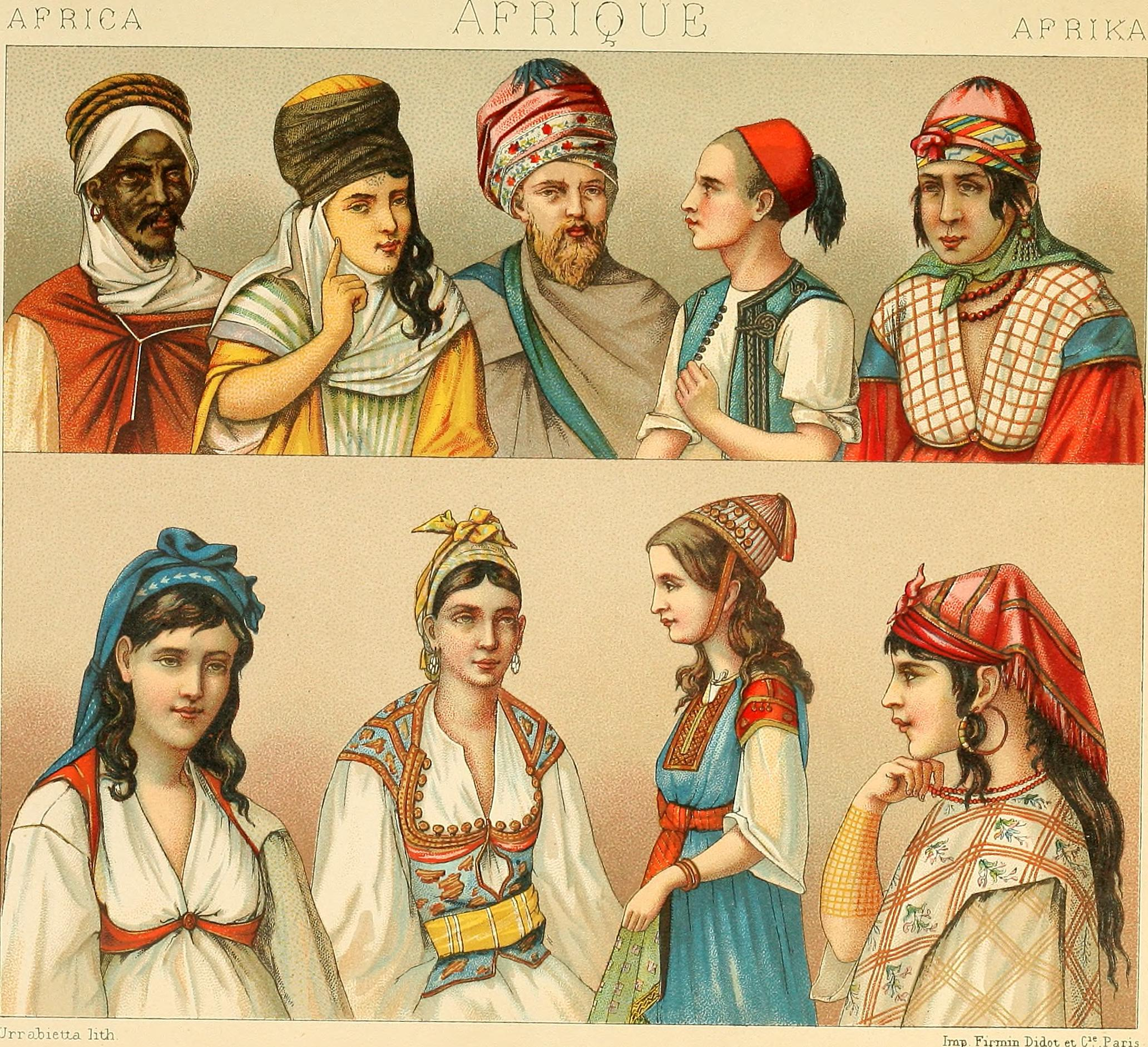
Habits de juifs d'Alger dessinés vers 1850.

Cependant, le sens actuel de « séfarade » provient de la langue hébraïque médiévale, dans laquelle Sefarad désigne la péninsule Ibérique et les Juifs originaires de la péninsule Ibérique.
Parfois, le terme séfarade désigne par extension les communautés juives ayant adopté certaines formes rituelles propres aux Juifs d’Espagne et du Portugal, voire tous les autres Juifs non ashkénazes. Ainsi, pour Esther Benbassa et Jean-Christophe Attias, « Aujourd'hui, par une extension de sens, et en raison de contacts culturels et d'une relative communauté de rites, sont appelés séfarades les Juifs non ashkénazes, notamment les Juifs du Maghreb et d'Orient »,. Pour Haïm Vidal Séphiha, il s'agit d'« une dichotomie par trop simpliste qui divise ainsi le judaïsme en deux branches ».
En Israël aussi, le grand rabbin séfarade représente surtout les Juifs issus des pays arabes souvent jadis intégrés à l'Empire ottoman, bien plus que ceux se réclamant d’une identité ibérique, désormais fortement diluée.

## Dans la péninsule Ibérique
« La particularité du judaïsme ibérique au Moyen Âge est d'avoir connu aussi bien le régime musulman que le régime chrétien et d'avoir développé une culture imprégnée par ces deux univers ».
Les Juifs sont présents dans l'actuelle Espagne à l'époque de l'Empire romain (190 - 414) ; ils passent sous la domination des Wisigoths (414-711), puis sous celle des arabo-musulmans en 711. « Comme ailleurs en terre d'islam, et à l'instar des chrétiens, les Juifs sont soumis à la dhimma. [...] C'est sur le sol ibérique que certains des sommets de la civilisation juive médiévale ont été atteints et l'on devait plus tard présenter ces acquis comme ceux d'un âge d'or ». Des Juifs ont joué alors un rôle de premier plan dans l'administration, l'appareil d'État, la finance ; parmi les plus célèbres, Hasdaï ibn Shaprut et Samuel ibn Nagrela. À cette époque, se forme aussi une élite savante qui s'illustre par de grandes œuvres philosophiques et poétiques, dont les représentants sont notamment Moïse ibn Ezra, Salomon ibn Gabirol, Moïse Maïmonide, etc.
Dès la fin du XIe siècle, les rois chrétiens reconquièrent des régions importantes de la péninsule Ibérique et, dans un premier temps, ont recours aux Juifs au fur et à mesure de leur progression pour assurer la transition entre l'administration musulmane et l'administration chrétienne. La vie culturelle et religieuse juive séfarade continue donc de s'épanouir aux XIIe – XIIIe siècles sous les régimes chrétiens, et exerce une influence aussi bien sur le judaïsme européen du Nord que sur le judaïsme des pays musulmans au sud. L'invasion des Almohades, musulmans venus du Maroc au XIIe siècle, provoque le départ des Juifs qui se réfugient en Afrique du Nord ou dans l'Europe chrétienne.
Cependant, l'afflux et l'influence des réfugiés juifs inquiètent le clergé et, dès le XIIIe siècle, « la machine d'oppression contre les Juifs se met peu à peu en place sous la houlette des dominicains et des franciscains », marginalisant les Juifs. « Entre 1391 et 1412, environ 100 000 Juifs se seraient convertis au christianisme ». Les persécutions culminent avec le tribunal de l'Inquisition catholique puis l'expulsion des Juifs en 1492.

### Langues
Une ou deux langues se sont développées dans ce qui constitue l'Espagne actuelle, le judéo-espagnol dans le cas des Juifs de la Couronne de Castille, et peut-être le judèo-catalan, dans le cas des Katalanim, les Juifs de la zone catalanophone de la Couronne d'Aragon (Catalogne, le Pays valencien, les Îles Baléares, et La Bande d'Aragon), ainsi que des liturgies spécifiques à chaque territoire,,,.
Ces langues s’écrivaient en aljamiado.

## Diaspora

Au XVIe siècle, les communautés juives (orange) de l'Empire ottoman (vert) sont pour la plupart séfarades, notamment autour de la Méditerranée, dans les Balkans et en Anatolie.

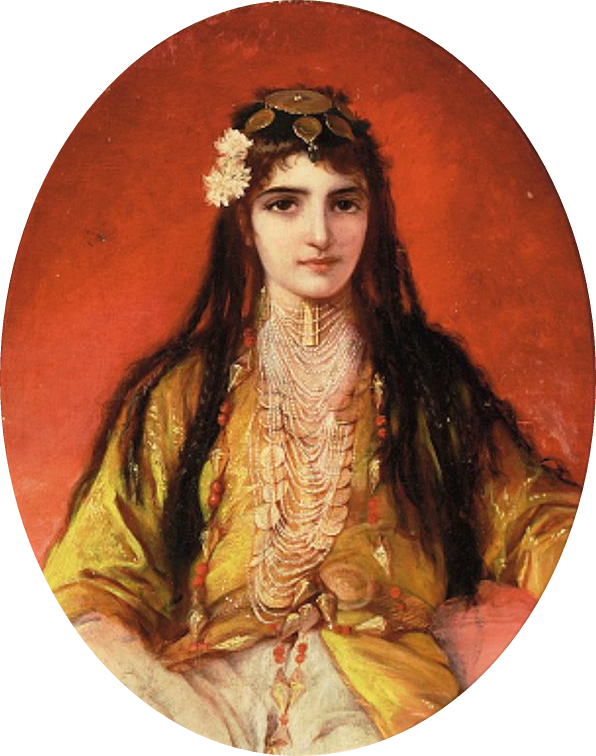
Zarina, femme juive de Smyrne par Elisabeth Baumann (av. 1881).

Contraints par le décret de l'Alhambra signé par la reine Isabelle la Catholique en 1492 de quitter l’Espagne, les Séfarades conservent une langue proche de l'espagnol du XVIe siècle : il s'agit du judéo-espagnol, parlé encore aujourd’hui, et connaissant des expressions voisines telles que le judéo-catalan, le judéo-portugais et le ladino.

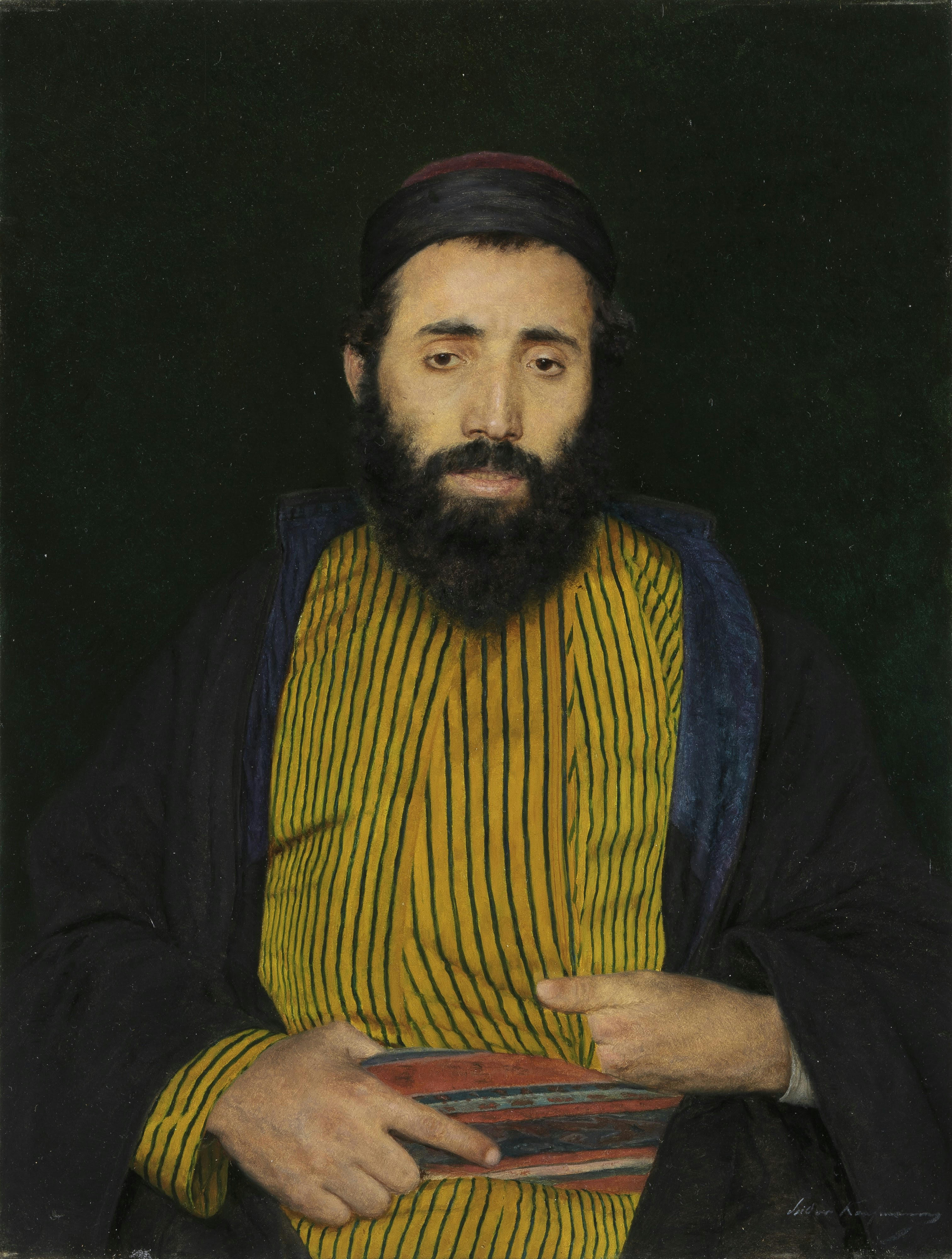
Portrait d'un Juif séfarade, par I. Kaufmann (v. 1900)

Les Juifs d’Espagne s’exilent essentiellement à travers tout l'Empire ottoman ; dans les Balkans comme à Sarajevo et Sofia, en Grèce comme à Rhodes et surtout Salonique qui devient un grand centre rabbinique et en Anatolie surtout sa capitale Constantinople, auparavant en Italie dans les ports comme Livourne, au Maroc et en Algérie sous le nom de megorachim. À Tétouan et dans l'ouest algérien se développe une variété de judéo-espagnol, le haketia. Les Juifs du Portugal emmènent aussi la tradition séfarade vers les Pays-Bas, le sud-ouest de la France et en Angleterre. Les Séfarades émigrent aussi dans le Nouveau Monde ; ce furent les premiers Juifs d’Amérique, à New York notamment. Au Brésil, à Recife, des Juifs luso-néerlandais constituent la Synagogue Kahal Zur Israel, première congrégation religieuse juive des Amériques en 1636. D'autres suivront dans les îles Caraïbes et jusqu'à Cochin en Inde.
Le décret de l’Alhambra de 1492, responsable de l’expulsion des Séfarades d’Espagne, est resté en vigueur officiellement jusqu’en 1967.
Aux XIXe siècle et XXe siècle, les populations juives d'Afrique du Nord sont administrées par la France, à la suite de la colonisation de l'Algérie (à partir de 1830), puis après l'instauration du protectorat français de Tunisie (en 1881), puis celle du protectorat français au Maroc (en 1912). Pendant la Seconde Guerre mondiale, les Juifs séfarades échappent aux persécutions nazies - à l'exception des Juifs grecs de Thessalonique et des autres communautés de la Grèce qui ont été en grande partie décimés dans les camps d'extermination allemands. Puis il y a eu quelques centaines de victimes mortes en déportation (principalement des natifs de l'Afrique du Nord française établis en France métropolitaine, ainsi que des Juifs tunisiens déportés lors de la courte occupation nazie en 1943). Après 1945, puis durant les décennies des années 1950 et 1960 (après les indépendances respectives de ces pays), une grande partie des Juifs d'Afrique du Nord émigre, soit vers Israël (nouvel État créé en 1948), soit vers la France.

### Israël

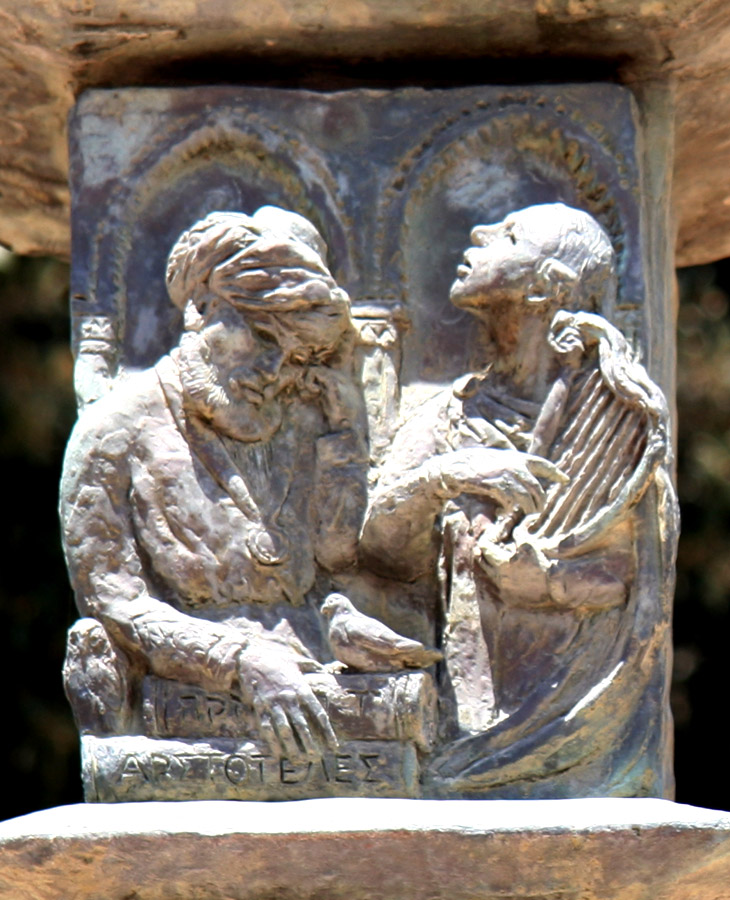
Représentation de l'Âge d'or des juifs d'Espagne sous la menorah de la Knesset.

Avant que ne commence, au XIXe siècle, le mouvement d'immigration de ce qui était à l'époque la Palestine sous domination ottomane, inspiré de l'idéologie sioniste, et qui mena à la constitution de l’État d'Israël, existait déjà un noyau de quelques milliers de Séfarades d'origine et de langue espagnole, à Jérusalem, Safed, et Hébron. La culture de ces communautés, illustrée notamment par l'œuvre d'Yitzhak Navon qui en était un descendant, a été submergée par l'apport ashkénaze des immigrants d'Europe centrale et orientale, devenus majoritaires au cours du XXe siècle.
En Israël, les juifs arabophones, non séfarades mais qui suivaient une liturgie proche de celle des Juifs espagnols, ont également revendiqué à eux l'identité séfarade comme facteur d'unité et de fierté face à la suprématie des Juifs d'Europe de l'Est, tandis que les quelques milliers de séfarades d'ascendance espagnole (de Salonique, de Bulgarie et de Turquie) se sont lentement laissé absorber dans l'élément majoritaire.
En Israël, le terme « séfarades » s'emploie en concurrence avec « mizrahim », les deux mots étant dans ce pays presque synonymes, et désignant tous deux de manière impropre l'ensemble des Juifs non ashkénazes. Sur les difficultés d'intégration dans ce nouveau pays, voir Juifs Mizrahim en Israël.
Vers 1950, l'État d'Israël construit des Ma'abarot, des camps pour accueillir les Juifs des pays arabes et musulmans à la suite de leur exode massif.
Dès 1971, des jeunes inspirés par le mouvement afro-américain des Black Panthers en fondent une version israélienne, luttant pour les droits des « nouveaux séfarades », précédant l'affaire des enfants de la teigne qui fit scandale en 1974, et l'affaire des enfants yéménites.
« En 1977, le vote séfarade jouera un rôle décisif dans la victoire de Menahem Begin, chef du parti du Likoud, sur le camp travailliste. Par bien des aspects, il sera le vote de la revanche ». « Plus que la fascination du "Grand Israël", le sentiment d'avoir été manipulés, humiliés, discriminés par un pouvoir "socialiste" » a poussé les séfarades dans les bras de l'opposition de droite. Des partis politiques séfarades proches de l'extrême-droite apparaissent : le Tami en 1981, le Shas en 1984, dont la participation peut être indispensable aux coalitions gouvernementales et le Gesher en 1996.
En 1998, Ori Orr, président du groupe politique le Parti travailliste d’Israël, ayant tenu des propos jugés scandaleux, propres à aggraver le divorce entre les séfarades et le Parti travailliste, a été suspendu de toutes ses responsabilités internes par Ehud Barak.
En 2010, à Jérusalem, 80 000 juifs ashkénazes orthodoxes manifestent contre l’intervention de la Cour suprême d’Israël dans les affaires religieuses, et en particulier contre l'interdiction de la discrimination entre enfants ashkénazes et séfarades dans une école religieuse.
« Aucun séfarade n'a jamais été Premier ministre d'Israël ». Le Premier ministre est en Israël le réel détenteur du pouvoir exécutif.
Deux séfarades-mizrahim ont été Présidents de l’État d'Israël : Yitzhak Navon (1978-1983) et Moshe Katsav (2000-2007), respectivement ladinophone et persanophone. Le Président de l’État d'Israël est doté d'attributions essentiellement honorifiques.

### France

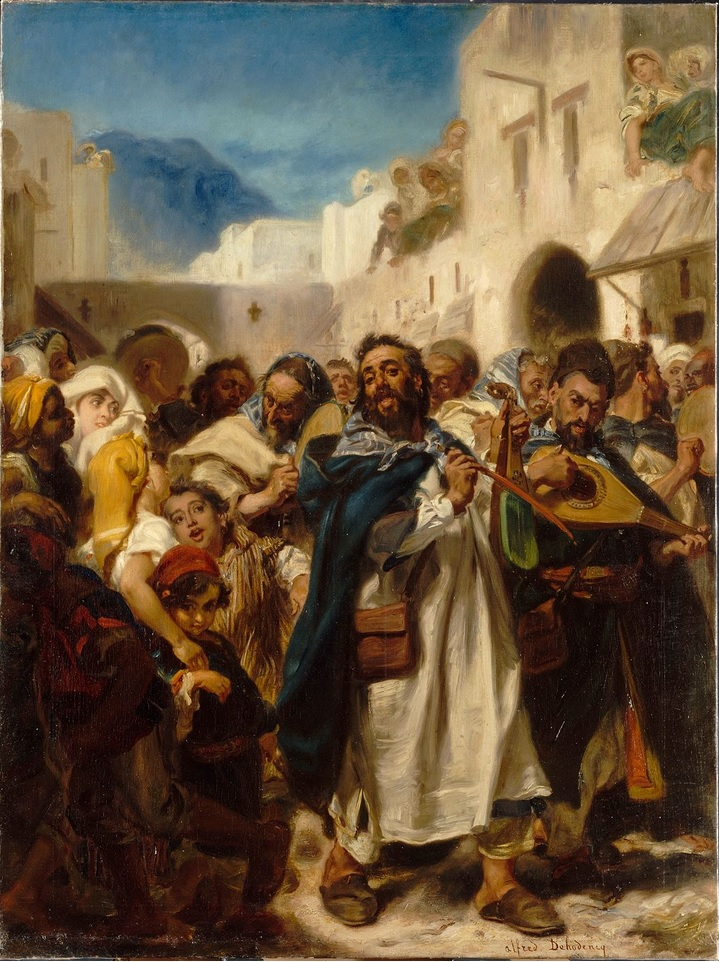
Fête juive à Tétouan en 1865.

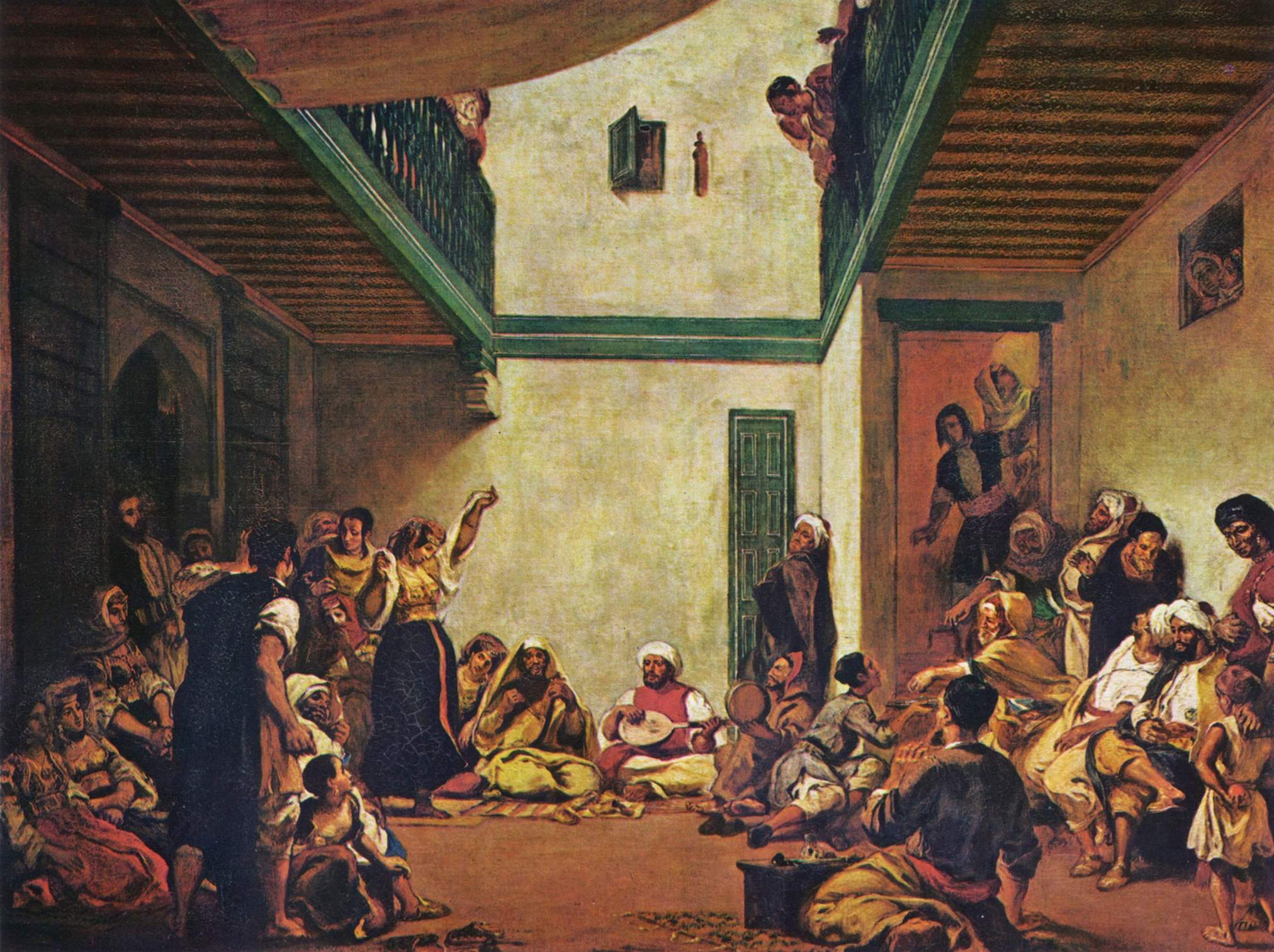
Noce dans la communauté juive du Maroc, par Eugène Delacroix.

Le berceau historique du judaïsme séfarade en France est la Gascogne, qui accueillit sous l'Ancien régime des milliers de Juifs fugitifs d'Espagne et du Portugal, en particulier à Bordeaux et à Bayonne. Ils constituèrent les premières communautés séfarades et furent rejoints au cours du XIXe et du XXe siècle par quelques milliers de juifs italiens et ottomans qui ont adopté le rite portugais en usage en France, notamment à Paris à la synagogue de la rue Buffault. La communauté juive française a été considérablement augmentée et transformée par l'arrivée en France des Juifs d'Afrique du Nord de culture nord-africaine mais se réclamant du rite séfarade, venus en France au moment de la décolonisation.
De 1981 à 1988, René-Samuel Sirat devient le premier grand-rabbin de rite séfarade de France, fonction traditionnellement confiée à la communauté juive alsacienne autrefois majoritaire. Raphaël Perez est le grand-rabbin de la communauté séfarade de Strasbourg de 1984 à 2005. De 2008 à 2021, Joël Mergui est le premier président d'origine nord-africaine du Consistoire central israélite de France, les précédents ayant été tous Lorrains ou alsaciens à l'exception d'Adolphe Crémieux, d'origine provençale, entre 1842 et 1845, le fondateur de l’École normale israélite orientale, et le promoteur du décret de naturalisation française des Juifs algériens en 1871, lorsqu'il était ministre de la Justice dans le premier gouvernement de la Troisième république.

### Espagne
À partir de 2012, l'Espagne accepte d'octroyer la nationalité espagnole aux personnes pouvant attester d'une ascendance séfarade, sous certaines conditions. En juin 2014, le gouvernement de Mariano Rajoy lève l'une des clauses les plus décriées, celle imposant l'abandon de la nationalité précédente, et reconnaît dès lors la double nationalité. Cette décision relève de la démarche générale de reconnaissance d'une « erreur historique il y a cinq siècles » par les autorités espagnoles. Depuis, les demandes de naturalisation, venues en majorité de Turquie, arrivent régulièrement aux ambassades espagnoles.

### Portugal
En 2015, le Portugal a promulgué un décret-loi concernant l'obtention de la nationalité portugaise par les descendants de juifs séfarades portugais. Bien que le roi du Portugal Manuel Ier eût tout d’abord promulgué une loi assurant leur protection, il décida, à partir de 1496, d’expulser tous les Juifs qui refusaient de se soumettre au baptême catholique. En dépit de persécutions et de la distance qui les séparait du territoire de leurs ancêtres, de nombreux Juifs séfarades d’origine portugaise et leurs descendants ont conservé non seulement leur langue, le portugais, mais aussi les rites traditionnels propres à leur culte hébraïque ancestral au Portugal, préservant, au fil des générations, leurs noms de famille, les objets et les documents attestant de leur origine portugaise, de même qu’un lien mémoriel fort qui les a conduits à se désigner eux-mêmes « juifs portugais » ou « juifs de la nation portugaise ».

### Montréal
À partir des années 1950, les Séfarades se sont installés en grand nombre à Montréal, deuxième plus grande ville du Canada et métropole du Québec. Leur arrivée change le visage de la communauté juive montréalaise, jusque-là majoritairement ashkénaze et anglophone. En 2011, 22 225 personnes comptaient parmi la communauté séfarade établie dans la région métropolitaine de recensement de Montréal, près du quart de la communauté juive de ce territoire, qui comptait à l’époque 90 780 personnes.

## Spécificités

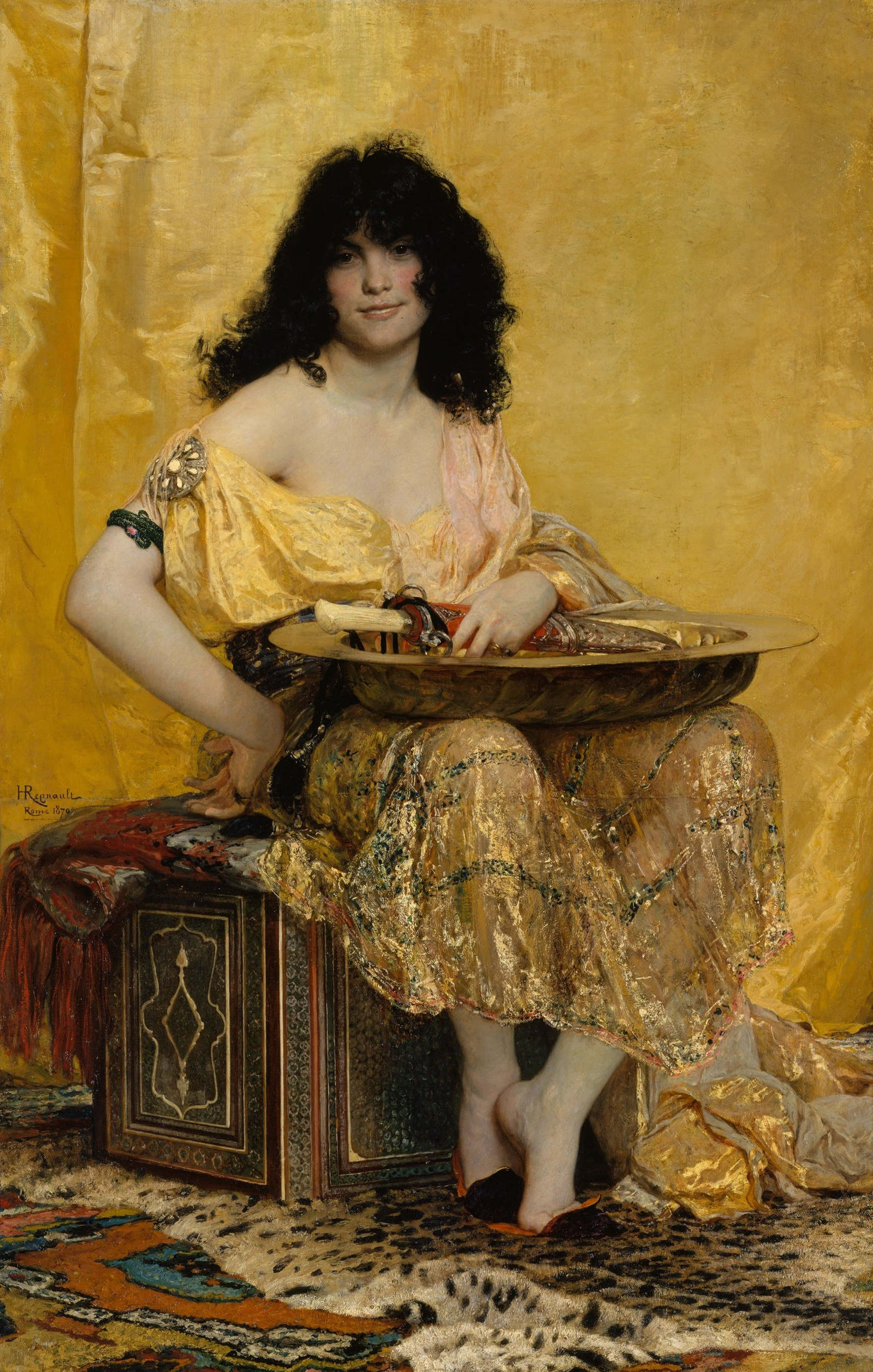
Salomé, jeune séfarade peinte par Henri Regnault en 1870 en Algérie (Metropolitan Museum of Art).

Outre les différences de prononciation avec les Ashkénazes et les airs des chants synagogaux, il existe des différences mineures dans les programmes de prières et dans la façon de pratiquer certains commandements de la loi juive.
Les différences majeures entre Séfarades et Ashkénazes ne sont pas dans le domaine religieux, mais surtout dans le domaine culturel : langue vernaculaire, chansons, musique, poésie, littérature, nourriture…